# Ольга Панково
О́льга Панко́во (також О́льга Іва́нівна Панко́ва; рос. Ольга Панково, Ольга Ивановна Панкова; *1911, Петербург, Російська імперія — 1991, СРСР) — радянська ромська поетеса.

## З життєпису
Ольга Панково народилась у 1911 році в Петербурзі. У 10-річному віці залишилась круглою сиротою, дівчинку виховав дядько — відомий ромський поет Микола Панков. Він же підтримав її перші літературні спроби.
Із започаткуванням циганської писемності (1931) Ольга Панково почала працювати в редакції часопису «Нэво дром» («Новий шлях»). Передруковувала циганською все, що видавалось, вчилась коректорській справі, згодом почала перекладати літературу по-циганськи.
У 1933 році в Держвидхудліті (ГИХЛ, Москва) вийшла перша книга поезій «Амарэ Дывэса» («Наші дні»).
У 1930-ті з відкриттям у Москві циганського клубу «Лолы Чэргэн» («Червона зірка») О. Панково ввійшла до складу його правління й багато зусиль віддала культурницькій і просвітницькій діяльності. Як і чимало ромських інтелігентів, Ольга Іванівна зробила для ліквідації неграмотності серед ромів.
Протягом життя співпрацювала і дописувала в ромську періодику — альманах «Романы зоря» («Ромська зоря») і часопис «Нэво дром», займалась перекладацькою діяльністю, в тому числі допомагала перекладати з циганської на російську, брала участь у зборі та дослідженні ромських матеріалів.